# オーダーコンポ
オーダーコンポはアシックスのユニホームオーダーシステム。1980年にPAWブランドでスタートした。
現在では、サッカー、バスケットボール、バレーボールなどを中心に多競技で展開している。
昇華プリントを採用したプリントーダーコンポや、チームマーキングとユニホームをセットにしたベストコンポなども展開している。